# Portada/efemèride maig 8
Ali Hassan Mwinyi
« 7 de maig · 8 de maig · 9 de maig »